# Janina Starzewska
Janina Starzewska (ur. 25 listopada 1926 we Lwowie, zm. 28 lutego 2001 w Jarosławiu) – polska nauczycielka, muzealnik, prezes Stowarzyszenia Miłośników Jarosławia.

## Życiorys
Córka Józefa i Stanisławy Panas z Paczochów. We Lwowie ukończyła szkołę powszechną i średnią. W 1946 roku zamieszkała we Wrocławiu i rozpoczęła studia na Wydziale Architektury Politechniki Wrocławskiej. Studia kontynuowała w Wieczorowej Szkole Inżynierskiej we Wrocławiu. W 1953 roku uzyskała dyplom inżyniera architekta. W latach 1953–1956 pracowała jako nauczycielka w Technikum Budowlanym we Wrocławiu, w tym również na stanowisku dyrektora do spraw pedagogicznych. W latach 1953–1970 radna Rady Miasta Wrocławia. W 1970 roku przybyła do Jarosławia. Była nauczycielką w Jarosławskim Technikum Budowlanym, długoletnim pracownikiem Przedsiębiorstwa Państwowego Pracowni Konserwacji Zabytków i Muzeum w Jarosławiu. Opracowała cały szereg dokumentacji historyczno-architektonicznej zabytkowych kamienic Jarosławia, Biecza, Krosna, Rzeszowa, a także wielu innych obiektów zabytkowych na terenie obecnego województwa podkarpackiego. Jest autorką wielu publikacji popularnonaukowych. W 1989 roku otrzymała wraz z zespołem wyróżnienie Ministerstwa Kultury i Sztuki za pracę Dwór w Nienadowej. W 1976 roku kierowała Biurem Badań i Dokumentacji Zabytków w Przemyślu, a w 1977 Wydziałem Kultury Urzędu Miasta w Jarosławiu. W 1982 roku przeszła na emeryturę i podjęła pracę w Muzeum w Jarosławiu Kamienica Orsettich. Opracowywała karty kamienic i biogramy mieszczan, historie kościołów i klasztorów. Zgromadziła wiele materiałów historycznych do dziejów rezydencji w pow. jarosławskim. W 1990 roku została głównym specjalistą ds. rewaloryzacji zabytków w Urzędzie Miasta Jarosławia. Od początku pobytu w Jarosławiu była aktywnym członkiem Stowarzyszenia Miłośników Jarosławia, a w latach 1973–1976 jego prezesem tego stowarzyszenia. Była założycielem i pierwszym prezesem jarosławskiego Oddziału Stowarzyszenia Miłośników Lwowa (1989–1993). W latach 1973–1990 radna Rady Miasta Jarosławia (członek Zarządu Miasta 1973–1976).
W 1975 roku otrzymała Złoty Krzyż Zasługi.

## Rodzina
Mąż Janusz Starzewski, córki: Jolanta Starzewska-Horska i Anna Buczek.